# La Chapelle-Faucher
La Chapelle-Faucher è un comune francese di 392 abitanti situato nel dipartimento della Dordogna nella regione della Nuova Aquitania.

## Società

### Evoluzione demografica
Abitanti censiti